# Dori Bauer

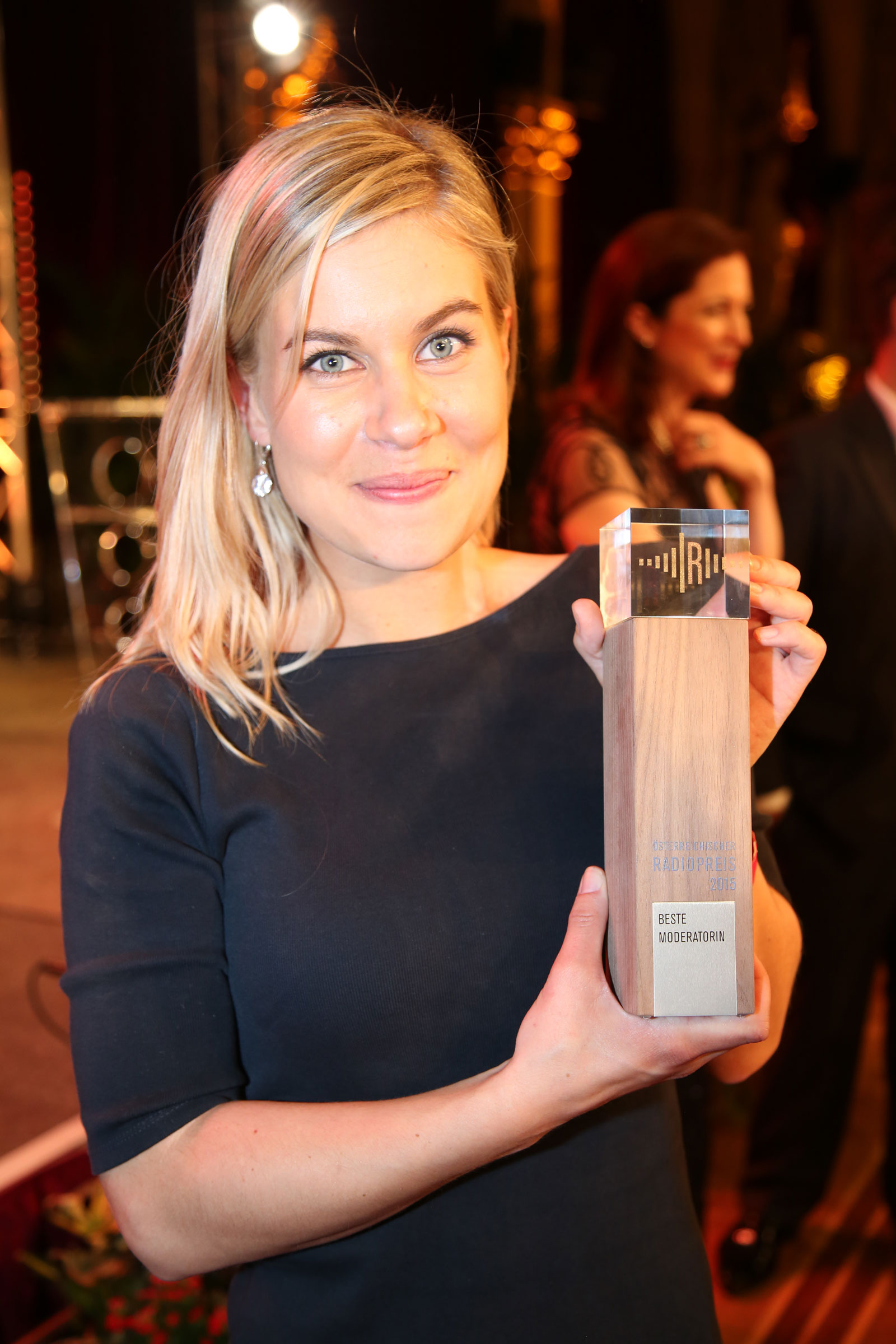
Dori Bauer (2015)

Dori Bauer (* 29. Mai 1987 in Wien) ist eine österreichische Radio- und Fernsehmoderatorin.

## Leben
Dori Bauer begann nach der Matura ein Architekturstudium. Sie moderierte über acht Jahre lang die Morgenshow auf dem Radiosender Energy 104,2. 2015 wurde sie dafür mit dem Österreichischen Radiopreis als beste Moderatorin ausgezeichnet. Im November 2015 moderierte sie ihre letzte Sendung auf Radio Energy.
Seit Dezember 2015 ist sie für den Fernsehsender Puls 4 tätig, wo sie als Co-Moderatorin im Bereich Sport begann und Übertragungen der UEFA Europa League präsentiert. Mit der Satiresendung Fourlaut erhielt sie im Februar 2017 ihre erste eigene Sendung. Zusammen mit den Sportkommentatoren Mario Hochgerner und Florian Knöchl präsentierte sie ab Oktober 2017 auf PULS4 die Sendung Ninja Warrior Austria. Seit März 2018 moderiert sie gemeinsam mit Manolito Licha abwechselnd mit Barbara Fleißner und Max Mayerhofer die Sendung Café Puls – Das Magazin. Seit September 2018 präsentiert sie gemeinsam mit Mathias Gruber auf Puls4 das Format Wer verkauft's besser. Im Mai 2020 kommentierte sie auf Puls 24 gemeinsam mit Tamara Mascara und Patrick Fux den Free European Song Contest.

## Auszeichnungen und Nominierungen
Österreichischer Radiopreis 2015
- Auszeichnung als beste Moderatorin[4]

Romyverleihung 2022
- Nominierung in der Kategorie Show, Unterhaltung für Ninja Warrior Austria (gemeinsam mit Mario Hochgerner und Florian Knöchl)[13]